# Erima
Az Erima GmbH egy 1900-ban alapított német professzionális sportruházati cég. Központja Baden-Württemberg fővárosának, Stuttgartnak közelében, Pfullingenben található. Az Erima nemzetközi szinten képviselteti magát labdarúgás, kézilabda és röplabda csapatsportágakban, valamint számos egyéni sportágban is.

## Története
A céget Remigius Wehrstein alapította 1900-ban Reutlingenben, Sportbekleidungsfabrik von Wirkwaren für Gymnastik, Turnen, Leichtathletik und Fechtsport néven. 1938-ban Erich Mak lett az új tulajdonos, ekkor a R. Wehrstein & Co., Inhaber Erich Mak, Sport- und Berufs-Bekleidung, Reutlingen nevet vieli a cég. A háború után 20 alkalmazottal indul újra az üzem.
1951-ben tulajdonosa után (ERIch MAk) az Erima nevet kapja a márka, és ekkor jelenik meg a ma is használt szárnyas logó. Ezt követően a vállalat gyors ütemben növekszik. 1960 és 1972 között négy olimpián (1960 - Róma, 1964 - Tokió, 1968 - Mexikóváros, 1972 - München) biztosítja a német csapat szerelését. 1974-ben a német labdarúgó-válogatott Erima-mezben ünnepli a világbajnoki címet. Ebben az időben olyan csapatok viselik a cég szerelését, mint a Bayern München, az FC Schalke 04, az 1. FC Köln, a VfB Stuttgart, az 1. FC Kaiserslautern, vagy az Eintracht Frankfurt.

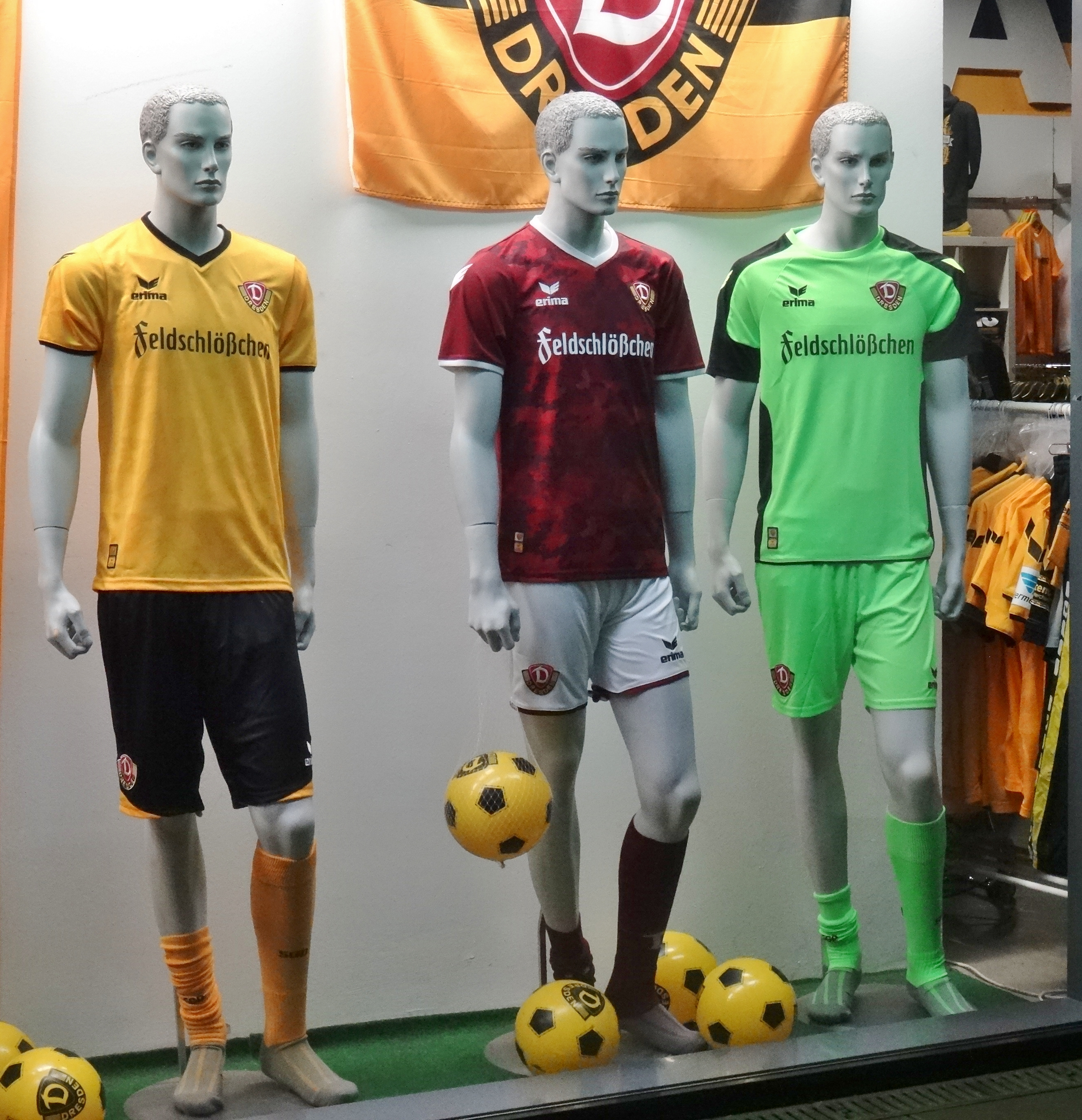
A Drezda szerelése a 2016-17-es szezonra

1976-ban az Adidas felvásárolja a céget, mely ekkor már 600 embert foglalkoztat. Ezt követően az Erima elveszti pozívióit a piacon. 1995-ben Wolfram Mannherz a cég új vezetője, és emellett kisebbségi tulajdonosa is lesz, ezzel új lendületet adva a márkának. 2005-ben Mannherz a cég maradékát is megvásárolja az Adidastól.
2008-ban hároméves szerződést köt a TSV 1860 München csapatával, és ezzel újra futball élvonalának közelébe kerül. Még ebben az évben betör a kézilabda világába is: a TBV Lemgo, később pedig a SG Flensburg-Handewitt és a Rhein-Neckar Löwen csapatával is szponzori szerződést köt. 2011-től a röplabda, 2014-től a tenisz szövetség partnere lesz hároméves megállapodások keretében. 2012-ben az 1. FC Köln csapatával köt szerződést, melyet 2014-ben újabb négy évvel hosszabbítanak meg, ezzel pedig az Erima visszatér a Fußball-Bundesligába.
A cég Németország mellett jelenleg Franciaországban, Ausztriában, Svájcban, Belgiumban és Hollandiában van jelen, összesen körülbelül 250 embert foglalkoztat.

## Szponzoráció
Az Erima elsősorban a csapatsportokban van jelen, de ezen kívül is számos sportot támogat. A csapatokon túl egyes személyeket is szponzorál, például Ljubomir Vranjest, a Telekom Veszprém KC és magyar férfi kézilabda-válogatott egykori edzőjét is.

### Labdarúgás
- 1. FC Köln
- Eintracht Braunschweig
- SG Dynamo Dresden
- Rot Weiss Ahlen
- Neuchâtel Xamax FC
- NK Krško
- NK Brežice
- NK Rogaška

### Kézilabda
- SG Flensburg-Handewitt
- Rhein-Neckar Löwen
- Balatonfüredi KSE
- HBC Nantes
- Érd NK
- DVSC-TVP